# Mychajło Brodowycz
Mychajło Frankowycz Brodowycz (ukr. Михайло Франкович Бродович, ur. 8 sierpnia 1957) – ukraiński dyplomata, który od 2015 do 2022 roku pełnił służbę na stanowisku ambasadora w Słowenii.
Ukończył studia na wydziale języków obcych w Iwanofrankiwskim Instytucie Pedagogicznym oraz studia prawnicze na Uniwersytecie Lwowskim. Od 1996 roku pracuje w dyplomacji ukraińskiej. Był m.in. konsulem generalnym w Stambule (1998–2002) i konsulem generalnym w Krakowie (2005–2010).